# Bassenge
Bassenge (neerlandeză Bitsingen, valonă Bassindje) este o comună francofonă din regiunea Valonia din Belgia. Comuna este formată din localitățile Bassenge, Boirs, Ében-Émael, Glons, Roclenge-sur-Geer și Wonck. Suprafața totală a comunei este de 38,17 km². La 1 ianuarie 2008 comuna avea o populație totală de 8.483 locuitori. 